# ISO 14000
ISO 14000 betreft een familie van normen betreffende milieumanagement, uitgegeven door de Internationale Organisatie voor Standaardisatie.
Het is een reeks van internationale, vrijwillige milieumanagementstandaarden en normen, gidsen, en technische rapporten, gecreëerd in 1996. De standaarden beschrijven de vereisten met betrekking tot het creëren van een milieubeleid, bepaling van de milieueffecten van producten of diensten, planning van milieudoelstellingen, uitvoering van programma's om doelstellingen en uitvoering te geven aan corrigerende maatregelen en managementbeoordeling.
Het hoofddoel van de ISO 14000-familie is het promoten van doeltreffende milieubeheersystemen in organisaties. De normen hebben als doel kosteneffectieve methoden en maatregelen te bieden die gebruik maken van best practices voor het organiseren en het toepassen van milieumanagement.
De ISO 14000-familie werd ontwikkeld als reactie op de behoefte aan een erkende industrie standaardisering. Samenwerking en vergelijking van milieumanagement systemen bleek moeilijk bij het ontbreken van zo'n standaard.

## Doel
ISO 14000 is bedoeld om organisaties te helpen
1. te minimaliseren hoe hun activiteiten een negatieve invloed hebben op het milieu (dat wil zeggen, veroorzaken van negatieve veranderingen aan lucht, water of bodem);
2. te voldoen aan de toepasselijke wetten, verordeningen en andere ecologisch georiënteerde vereisten
3. voortdurend te verbeteren in de milieuprestaties van de onderneming

ISO 14000 is vergelijkbaar met ISO 9000 kwaliteitsbeheer, op een manier dat beide meer betrekking hebben op het proces van hoe een product is vervaardigd in plaats van op het product zelf. Net als bij ISO 9000 wordt certificering uitgevoerd door derden-organisaties in plaats van rechtstreeks door ISO.

## ISO 14000-familie
De ISO 140001-familie is een serie van auditeerbare, internationale standaarden en aanvullende richtlijnen die van toepassing zijn op een milieumanagement systeem (in de internationale literatuur genoemd EMS: Environmental Management System. Met behulp van deze standaarden kan een organisatie de invloed van zijn producten (goederen en diensten) en processen op de kwaliteit van het milieu beheersen.
De serie bestaat uit:
- een norm waarmee een milieumanagementsysteem desgewenst kan worden gecertificeerd: ISO 14001, een internationaal geaccepteerde norm die aangeeft waaraan een goed milieumanagementsysteem zou moeten voldoen en
- aanvullende c.q. ondersteunende nomen op de ISO 14001: ISO 14002 tot en met 14064, die gaan onder andere over termen en definities, toelichting en voorbeelden of behandelen specifieke milieuonderwerpen (bijv. milieulabeling en LCA-studies). Deze aanvullende c.q. ondersteunende normen kunnen niet worden gecertificeerd.

## Indeling
De serie van standaarden is in te delen in twee verschillende gebieden:
1. organisatie-evaluatiestandaarden
2. product-evaluatiestandaarden

De organisatie evaluatie standaarden bieden alomvattende richtlijn voor het opstellen, handhaven en evalueren van een milieubeheersysteem (EMS). Het omvat:
- Milieubeheersystemen: (systematische wijze om milieu relevante aspecten te beheren met betrekking tot de producten, diensten of processen van een bedrijf die een direct effect of effect op langere termijn hebben op het milieu)
- Milieu-auditing (algemene beginselen van een milieuaudit, procedures voor het uitvoeren van zo'n audit en kwalificaties voor auditoren)[2]
- Milieuprestatie-evaluatie (maatregelen en doelen die een organisatie moet ontwikkelen ten behoeve van de beoordeling van de milieu prestaties)

De product-evaluatiestandaarden richten zich op het bepalen van de milieueffecten van producten en diensten gedurende hun levenscyclus en met milieulabels en -verklaringen. Het omvat: 
- Milieulabeling (in productreclame)
- Levenscyclusanalyse (beginselen en richtlijnen gebruikt om het effect te bepalen van een product voor het milieu vanaf het ontwerp tot de vernietiging)
- Milieuaspecten in productstandaarden (incorporeren van milieu training in de ontwikkeling van product-standaarden om nadelige gevolgen voor het milieu te voorkomen)

De standaarden zijn op basis van deze tweedeling als volgt in te delen:
- Organisatie-evaluatie
  - Milieumanagementsysteem
    - 14001: Milieumanagementsysteem (EMS) – Eisen met richtlijnen voor gebruik
    - 14004: Milieumanagementsysteem (EMS) – Algemene richtlijnen voor implementatie
    - 14005: Milieumanagementsysteem (EMS) – Richtlijnen voor de gefaseerde implementatie van een milieumanagementsysteem en de toepassing van beoordeling van milieuprestaties
    - 14006: Richtlijnen voor het opnemen van ecodesign

  - Milieu-auditing[2]
    - 14010 Richtlijnen voor het uitvoeren van milieu-audits – Algemene principes[2]
    - 14011 Richtlijnen voor het uitvoeren van milieu-audits – Auditprocedures – Het uitvoeren van milieuzorgsysteemaudits[2]
    - 14012 Richtlijnen voor het uitvoeren van milieu-audits – Kwalificatiecriteria voor milieu-auditors[2]

  - Milieuperformance-evaluatie
    - 14015 Milieumanagementsystemen – Milieubeoordeling van locaties en organisaties
    - 14030 Geotextiel en soortgelijke producten – Beproevingsmethode voor de controle van de bestandheid tegen zuren en alkalische vloeistoffen
    - 14031 Evaluatie van milieuprestaties – Leidraad
    - 14032 Milieuzorg – Voorbeelden van evaluatie van milieuprestaties (EPE)
    - 14033 Kwantitatieve milieu-informatie – Richtlijnen en voorbeelden
    - 14034 Verificatie van milieutechnologie (ETV)
- Productevaluatie
  - Milieuaspecten in productstandaarden
    - 64 EAPS Guide

  - Milieu-etikettering
    - 14020 Milieu-etiketteringen en -verklaringen – Algemene principes
    - 14021 Zelf vastgestelde milieu-uitspraken (Type II milieu-etikettering)
    - 14024 Type I milieu-etikettering – Principes en procedures
    - 14025 Type III milieuverklaringen – Principes en procedures

  - Levenscyclusevaluatie
    - 14040 Levenscyclusanalyse – Principes en raamwerk
    - 14041 Vaststelling van het doel en de reikwijdte en uitvoering van de inventarisatie
    - 14042 Levenscycluseffectanalyse
    - 14043 Levenscyclusinterpretatie
    - 14044 Eisen en richtlijnen
    - 14045 Beoordeling van de eco-efficiëntie van productsystemen – Principes, eisen en richtlijnen
    - 14046 Watervoetafdruk – Principes, eisen en richtlijnen
    - 14048 Documentatieformat van gegevens
    - 14049 Illustratieve voorbeelden van de toepassing van ISO 14044 voor vaststelling van het doel en de reikwijdte en de inventarisatie-analyse

## Geschiedenis van milieubeheersystemen

### Verenigde Naties
Tijdens de VN Earth Summit in Rio (1992) werd voor het eerst de nood aan globale standaarden en raamwerken erkend om het probleem van klimaatverandering aan te pakken. "Milieunormen, managementdoelstellingen en -prioriteiten moeten de milieu- en ontwikkelingscontext weerspiegelen waarop ze van toepassing zijn", klonk het in de Rio Declaration.

### British Standard (BS)
Het allereerste milieumanagementsysteem, de BS7750, werd gepubliceerd in juni 1992 door het British Standards Institution (BSI).

### ISO 14001:1996
In 1993 zette de Internationale Organisatie voor Standaardisatie (ISO) het licht op groen voor een technisch comité (TC 207) dat een milieumanagementnorm moest ontwikkelen.
De Britse BS 7750 werd als template gebruikt voor de verdere ontwikkeling van de ISO 14000-familie, en in 1996 verschijnt de eerste versie van ISO 14001. De norm geniet wereldwijde erkenning als milieumanagementsysteem.
De standaard wordt door het VN-Milieuprogramma UNEP genoemd als een belangrijke milieu-indicator: "Hoewel certificering niet automatisch impliceert dat de milieuprestaties verbeteren, duidt het op een groeiend bewustzijn bij bedrijven voor de noodzaak om milieumanagementsystemen in te voeren."

### EMAS
Als antwoord op de Earth Summit ontwikkelde de Europese Commissie in 1993 het Eco Management and Audit Scheme (EMAS): een milieu-en-auditsysteem van de EU voor bedrijven en andere organisaties. Bedrijven die EMAS-conform zijn, voldoen automatisch aan de eisen van de internationale ISO 14001-norm, aangezien de norm deel uitmaakt van EMAS. De structuur en materiaaleisen van EMAS zijn meer veeleisend, vooral wat betreft de prestatieverbetering, naleving (compliance) en verantwoordingeisen (EMAS eist dat het milieujaarverslag wordt opgesteld voor het publiek).
ISO 14001 is de enige norm die de vereisten noemt waaraan het milieumanagementsysteem moet voldoen en is als dusdanig ook de enige die gecertificeerd kan worden.